# Матурин
Матурин (шп. Maturín), је град у Венецуели, главни град Монагаса и центар за инструментално истраживање и развој нафтне индустрије у Венецуели. У градском подручју Матурин живи 401.384 становника. Матурин је такође прометно регионално транспортно чвориште које повезује руте од североисточне обале до делте Оринока и Гран Сабане.

## Историја града

### Оснивање
Званични датум оснивања Матурина је 7. децембар 1760. (према Венецуеланској историјској академији) од стране фрањевачког мисионара Лукаса де Зарагозе. Међутим, језуитски свештеник Пабло Ојер пронашао је у Архиво генерал де Индијас (Archivo General de Indias) у Севиљи документ који доказује претходно оснивање града 1722.  Овај примитивни град звао се Сан Јуан де ла Торнера де Матурин а његов оснивач је био шпански гувернер Јуан де ла Торнера и Сота.  Сан Хуан де ла Торнера де Матурин је имао категорију града за Шпанце, али није дуго опстао због недостатка становништва и малих економских ресурса. У почетку је Сан Худас Тадео де Матурин (Лукас де Зарагоза је ово име дао Матурину) била шпанска мисија створена за преобраћење у хришћанство индијанаца Чаимас и Вараос, који су живели поред Матурина. Шпанци су одлучили да се преселе у Матурин и у 19. веку је добио категорију града и име Сан Фернандо де Матурин.

### Борба за независност
Матурин (као део провинције Цумана) био је на страни републиканаца током венецуеланске Декларације независности 5. јула 1811. У Матурину се од 1813. до 1814. године догодило пет битака, укључујући чувену битку код Алто де лос Годоса. У овој бици венецуелански патриоти, предвођени Мануелом Пјаром, однели су велику победу против шпанског генерала Хуана Доминга де Монтевердеа. Антонио Хосе де Сукре, Хосе Франсиско Бермудез, Хосе Тадео Монагас, Хосе Грегорио Монагас и Хосе Феликс Рибас били су једни од познатијих који су се борили у пет битака. Последња битка код Матурина (1814) била је пораз. Присталице које су побегле из Каракаса током војне кампање Хосеа Томаса Бовеса против републике, дошле су у Матурин да се склоне од шпанских трупа. После битке код Урике (где је Бовес погинуо), Томас Хосе Моралес, шпански генерал, одлучио је да заузме град. Републиканци су бранили град, али их је Моралес потукао, а многе од њих је убио. Град је уништен. Неки преживели из последње битке обновили су Матурин две године касније.

### Модерно доба
Матурин је током 19. века растао полако. Узроци недостатка становништва били су грађански ратови (који су уништили некадашње пољопривредно и сточарско богатство региона и убили многе људе) и смртоносне болести, попут маларије и жуте грознице, које су изазвали комарци. Године 1909. Матурин је постао главни град нове државе Монагас. Пре тога, град је био главни град провинције Матурин од 1856 до 1859. У 20. веку Матурин је имао брзи демографски раст захваљујући открићу нафтних поља у близини града и здравственој кампањи коју су лекари спровели како би елиминисали комарце. Матурин је седиште римокатоличке бискупије Матурин од 1958. године.

## Клима
Матурин има Тропско саванску климу (Кепенова класификација климе: Aw).
| Показатељ \ Месец                                                  | .Јан.       | .Феб.       | .Мар.       | .Апр.       | .Мај.       | .Јун.       | .Јул.       | .Авг.       | .Сеп.       | .Окт.       | .Нов.       | .Дец.       | .Год.        |
| ------------------------------------------------------------------ | ----------- | ----------- | ----------- | ----------- | ----------- | ----------- | ----------- | ----------- | ----------- | ----------- | ----------- | ----------- | ------------ |
| Апсолутни максимум, °C (°F)                                        | 34,9 (94,8) | 35,7 (96,3) | 36,2 (97,2) | 36,8 (98,2) | 36,7 (98,1) | 35,9 (96,6) | 36,8 (98,2) | 37,1 (98,8) | 36,9 (98,4) | 36,7 (98,1) | 35,5 (95,9) | 35,1 (95,2) | 37,1 (98,8)  |
| Максимум, °C (°F)                                                  | 30,7 (87,3) | 31,4 (88,5) | 32,2 (90)   | 32,8 (91)   | 32,4 (90,3) | 30,9 (87,6) | 30,9 (87,6) | 31,6 (88,9) | 32,3 (90,1) | 32,3 (90,1) | 31,5 (88,7) | 30,7 (87,3) | 31,6 (88,9)  |
| Просек, °C (°F)                                                    | 26,2 (79,2) | 26,6 (79,9) | 27,1 (80,8) | 27,8 (82)   | 27,8 (82)   | 26,9 (80,4) | 26,9 (80,4) | 27,4 (81,3) | 27,9 (82,2) | 27,9 (82,2) | 27,4 (81,3) | 26,6 (79,9) | 27,2 (81)    |
| Минимум, °C (°F)                                                   | 21,7 (71,1) | 21,7 (71,1) | 22,0 (71,6) | 22,8 (73)   | 23,2 (73,8) | 22,9 (73,2) | 22,8 (73)   | 23,1 (73,6) | 23,5 (74,3) | 23,4 (74,1) | 23,2 (73,8) | 22,4 (72,3) | 22,7 (72,9)  |
| Апсолутни минимум, °C (°F)                                         | 16,7 (62,1) | 18,7 (65,7) | 18,5 (65,3) | 18,1 (64,6) | 18,3 (64,9) | 16,1 (61)   | 17,2 (63)   | 18,3 (64,9) | 20,7 (69,3) | 20,4 (68,7) | 18,3 (64,9) | 18,0 (64,4) | 16,1 (61)    |
| Количина кише, mm (in)                                             | 58 (2,28)   | 33 (1,3)    | 24 (0,94)   | 37 (1,46)   | 100 (3,94)  | 208 (8,19)  | 215 (8,46)  | 177 (6,97)  | 131 (5,16)  | 107 (4,21)  | 135 (5,31)  | 111 (4,37)  | 1,336 (52,6) |
| Дани са кишом (≥ 1.0 mm)                                           | 9,7         | 5,7         | 4,0         | 4,2         | 10,6        | 18,1        | 19,6        | 17,8        | 12,8        | 12,1        | 14,2        | 12,6        | 141,4        |
| Релативна влажност, %                                              | 74,5        | 71,5        | 70,5        | 70,0        | 72,0        | 76,5        | 76,5        | 75,5        | 74,0        | 74,0        | 76,5        | 76,0        | 74,0         |
| Сунчани сати — месечни просек                                      | 248,0       | 224,0       | 251,1       | 228,0       | 213,9       | 168,0       | 186,0       | 204,6       | 213,0       | 232,5       | 219,0       | 229,4       | 2.617,5      |
| Извор #1: Instituto Nacional de Meteorología e Hidrología (INAMEH) |             |             |             |             |             |             |             |             |             |             |             |             |              |
| Извор #2: NOAA (екстрими, кишни дани, и сунчано)                   |             |             |             |             |             |             |             |             |             |             |             |             |              |